# Trichiurus australis
Trichiurus australis är en fiskart som beskrevs av Chakraborty, Burhanuddin och Iwatsuki 2005. Trichiurus australis ingår i släktet Trichiurus och familjen Trichiuridae. Inga underarter finns listade i Catalogue of Life.